# بنکوواتس
بــِنکوواتس (به کرواتی: Benkovac) شهری در زادار کشور کرواسی است که جمعیت آن در سال ۲۰۱۱ میلادی ۹٬۴۱۷ نفر بوده‌است.